# Zeitschrift für Anatomie und Entwickelungsgeschichte
Het Zeitschrift für Anatomie und Entwickelungsgeschichte was een wetenschappelijk tijdschrift op het gebied van de anatomie en de embryologie. Er heeft tweemaal een tijdschrift met deze naam bestaan.
Het eerste is opgericht in 1876 door Wilhelm His en Christian Wilhelm Braune. Het diende als opvolger van Archiv für Anatomie, Physiologie und Wissenschaftliche Medicin. Het werd uitgegeven door de in Leipzig gevestigde uitgeverij F.C.W. Vogel. Dit tijdschrift verscheen vanaf 1877 onder de naam Archiv für Anatomie und Entwicklungsgeschichte als onderdeel van Archiv für Anatomie und Physiologie.
Het tweede is opgericht in 1921 als opvolger van Anatomische Hefte, 1. Abt.: Arbeiten aus anatomischen Instituten. In 1974 is het voortgezet onder de naam Anatomy and Embryology. Het werd uitgegeven door Springer-Verlag.
De naam wordt in literatuurverwijzingen meestal afgekort tot Z. Anat. Entwicklungsgesch.